# Buaszon Buphavany
Buaszon Buphavany (laóul: ບົວສອນ ບຸບຜາວັນ) Laosz miniszterelnöke 2006-os kinevezése óta.
1975-ben részt vett az előző rendszer elleni tüntetésekben. Ezután a Szovjetunióba került tanulni. Innen hazatérve a Laoszi Népi Forradalmi Párt új, fiatal generációjának lett a tagja és az előző pártvezető, Khamtai Sziphandon pártfogoltja. 2006. június 8-án a Szapha Heng Szat őt nevezte ki az új miniszterelnökké, Bunnyang Volacsit helyett. Előtte 2003. október 3-ától az első számú miniszterelnök-helyettes szerepét, azelőtt pedig a harmadik számú miniszterelnök-helyettes és az Állami Tervgazdálkodási Bizottság elnökének feladatkörét töltötte be.
1. ↑  http://www.moe.gov.cn/s78/A22/xwb_left/moe_829/201802/t20180228_328136.html (kínai nyelven). Ministry of Education of the People's Republic of China. (Hozzáférés: 2019. április 11.)